# Incydent lotu Eastwind Airlines 517
Incydent lotu Eastwind Airlines 517 miał miejsce 9 czerwca 1996, gdy Boeing 737-200 linii Eastwind Airlines gwałtownie przechylił się na prawo w czasie podchodzenia do lądowania w Richmond, jednak maszyna w ostatniej chwili została przez pilotów przywrócona do pozycji właściwej i pilotom udało się bezpiecznie wylądować. Śledztwo po zdarzeniu w Richmond pozwoliło rozwiązać tajemnicze do tej pory przyczyny katastrofy w Colorado Springs oraz katastrofy w Pittsburghu. Stało się też ważnym elementem w rozwiązaniu przyczyn katastrofy w Dżakarcie.

## Przebieg lotu
Lot Eastwind Airlines 517 był rozkładowym, krajowym lotem z Portu lotniczego Trenton-Mercer w Trenton (stan New Jersey), w Stanach Zjednoczonych do Portu lotniczego Richmond w Richmond (stan Wirginia). Załoga chwilowo utraciła sterowność nad samolotem, jednakże po chwili odzyskała ją i udało jej się przeprowadzić bezpieczne awaryjne lądowanie w docelowym porcie lotniczym. Podczas incydentu nikt nie zginął i nikt nie odniósł poważniejszych obrażeń. Jedynie jedna ze stewardes odniosła rany powierzchowne. Samolot nie został uszkodzony w żaden sposób w wyniku zajścia incydentu.
Załoga Boeinga 737-200, której kapitanem był Brian Bishop, doświadczyła nagłej utraty sterowności nad samolotem podczas podchodzenia do lądowania w Richmond. W momencie zdarzenia samolot poruszał się z prędkością około 250 węzłów (ok. 463 km/h) i leciał na wysokości około 4000 stóp (ok. 1200 metrów). Nagły ruch steru kierunkowego spowodował, że samolot przechylił się na prawy bok. Załoga skontrowała ruch steru kierunku, aby nie dopuścić do przewrócenia się samolotu na plecy – niestety bezowocnie. Niespodziewanie w trzydzieści sekund później samolot samoczynnie powrócił do lotu we właściwej pozycji, bez znaczącej utraty wysokości. W trakcie, gdy załoga wykonywała kolejne punkty z listy awaryjnej przewidzianej na taką sytuację, samolot ponownie przechylił się na prawy bok po to, by po kolejnych trzydziestu sekundach ponownie powrócić do prawidłowej pozycji. Nie czekając na dalszy rozwój wypadków, załoga ogłosiła stan krytyczny (ang. emergency), a kapitan natychmiast przystąpił do wykonywania procedury lądowania awaryjnego.

## Śledztwo
Postępowanie śledczych, specjalistów z zakresu bezpieczeństwa lotów, było wyjątkowo drobiazgowe, gdyż po raz pierwszy pojawił się cień szansy na rozwiązanie przy okazji, tajemniczych do tej pory przyczyn dwóch innych katastrof – katastrofy w Colorado Springs oraz katastrofy w Pittsburghu. W tamtych przypadkach samoloty zachowywały się niemal identycznie, z tą różnicą, że nie następował samoczynny powrót do właściwej pozycji i maszyny te rozbijały się, doprowadzając do śmierci wszystkie osoby na pokładach.
Ustalono, że winę za wszystkie trzy zdarzenia lotnicze ponosił system PCU (ang. Power Control Unit) – niewielki serwomechanizm sterujący przepływem płynów hydraulicznych w ogonowej części samolotu, odpowiedzialny za sterowanie sterem kierunku. Podobnie, jak przy dwóch poprzednich katastrofach, serwomechanizm testowany w standardowych warunkach zachowywał się poprawnie. Jednakże dopiero po tym incydencie, jeden ze śledczych zaproponował sprawdzenie jego działania w warunkach, które faktycznie występują podczas lotu, a nie w temperaturze pokojowej. Pracujące urządzenie schłodzono najpierw do temperatury -40 stopni Celsjusza, a potem podgrzano do temperatury +40 stopni Celsjusza. Mechanizm zatarł się i przestał zupełnie działać. Wyciągnięto wnioski, że we wszystkich przypadkach samoloty wykonywały relatywnie duże zmniejszenie wysokości z zimnego powietrza na pułapie przelotowym, do rozgrzanego na wysokości lotniska, w trakcie upalnego dnia. Uznano to za ważny czynnik w każdym z wydarzeń.

## Efekty
Śledztwo umożliwiło rozwiązanie dwóch innych, wspomnianych katastrof lotniczych. Wpłynęło również na zmiany procedur produkcyjnych serwomechanizmu w fabrykach jego wytwórcy. Wiele lat później wykorzystano je również w przypadku katastrofy lotu SilkAir 185 do podważenia panującej obiegowej opinii o samobójstwie pilota, jako bezpośredniej przyczynie tej katastrofy.